# Helmut Pottmann
Helmut Pottmann (* 1959) ist ein österreichischer Mathematiker und Hochschullehrer an der TU Wien (Geometrische Modellierung und Industrielle Geometrie).
Pottmann studierte ab 1977 Mathematik an der TU Wien mit dem Magister-Abschluss 1982, war dort danach Universitätsassistent und wurde 1983 an der TU Wien bei Walter Wunderlich promoviert (Zur Geometrie höherer Planetenumschwungbewegungen). 1986 habilitierte er sich an der TU Wien und war dort Privatdozent. 1989 war er zu einem Forschungsaufenthalt am Zentrum für Angewandte Mathematik der TH Darmstadt und 1989/90 Gastprofessor an der Universität Kaiserslautern und 1990/91 an der Purdue University. 1991 wurde er Assistenzprofessor an der Universität Hamburg und 1992 Professor für Geometrie an der TU Wien. Ab 1999 war er auch Adjunct Professor an der University of California, Davis. 1994 bis 1997 war er Direktor des Instituts für Geometrie der TU Wien und er ist seit 2000 Mitglied des Kompetenzzentrums Advanced Computer Vision in Wien.
Er war 2004 Gastprofessor an der Tsinghua-Universität und ist wissenschaftlicher Direktor des Center for Geometric Modeling and Scientific Visualization an der King Abdulah University of Science and Technology in Saudi-Arabien.
Pottmann befasst sich mit Computergraphik (Computer Vision), CAD, Roboterkinematik und Darstellender Geometrie (Geometrische Modellierung) zum Beispiel in der Architektur und Industrie.
Für 2017 wurde er für die Gauß-Vorlesung ausgewählt.

## Schriften
- mit Andreas Asperl, Michael Hofer, Axel Kilian:  Architectural Geometry. Bentley Institute Press 2007.
  - Deutsche Ausgabe: Architekturgeometrie. Springer/Bentley Institute Press 2010.
- mit Johannes Wallner: Computational Line Geometry. Springer 2001, Paperback 2010.
- Rational curves and surfaces with rational offsets. in: Comput. Aided Geom. Design 12 (1995), no. 2, 175–192.
- mit M. Peternell: A Laguerre geometric approach to rational offsets. in: Comput. Aided Geom. Design 15 (1998), no. 3, 223–249.
- mit A. Bobenko, J. Wallner: A curvature theory for discrete surfaces based on mesh parallelity. in: Math. Ann. 348 (2010), no. 1, 1–24.